# Engel der Nacht
Engel der Nacht (engl. Originaltitel: Hush, Hush) ist ein Fantasy-Jugendroman von Becca Fitzpatrick und ein New-York-Times-Bestseller aus dem Jahre 2009. Die deutsche Übersetzung von Sigrun Zühlke erschien 2010 im Page & Turner Verlag. Der Roman ist das erste Buch in der Engel-der-Nacht-Romanreihe. Es geht um die Jugendliche Nora Grey, die sich in Gefahr begibt, als sie eine Romanze mit dem neuen Schüler namens Patch eingeht, der ein gefallener Engel ist und eine dunkle Verbindung zu Nora hat. Die Buchrechte wurden in über 13 Länder verkauft und die Filmrechte wurden von LD Entertainment erworben.

## Handlung
Nora Grey ist eine ganz normale Schülerin, die in Coldwater, Maine, lebt. Ihr Leben ist weitgehend ereignislos, bis sie im Biologieunterricht neben dem mysteriösen Patch Cipriano sitzt, der in diesem Fach schon mehrmals durchgefallen war. Die beiden sind sich zunächst uneins, doch Nora fühlt sich auf unerklärliche Weise zu ihm hingezogen, sein Verhalten ist anziehend und abstoßend zugleich.
Später gehen Nora und ihre beste Freundin Vee in den örtlichen Vergnügungspark, wo sie auf Patch treffen. Dieser überredet Nora zu einer Fahrt mit der Achterbahn. Die Fahrt wird zu einer Katastrophe, als Nora aus der Achterbahn stürzt und feststellt, dass sie es sich nur eingebildet hat. Der Vorfall lässt sie erschüttert zurück. Als Nora nicht in der Lage ist, Vee und ihre anderen Freunde im Vergnügungspark zu finden, bleibt ihr nichts anderes übrig, als sich von Patch nach Hause fahren zu lassen. Zu Hause angekommen bietet Patch an, Tacos zu machen. Nora wird misstrauisch und besorgt, als das Messer, das er benutzt, seine Größe ändert. Nora freundet sich immer mehr mit Patch an.
Nora bekommt große Angst, nachdem eine Taschendiebin vor ihren Augen ermordet wird. Wegen des Regens und ihrer Angst bittet sie Patch, sie nach Hause zu fahren, aber sein Jeep bleibt auf halber Strecke liegen und die beiden sind gezwungen in einem Motel Unterschlupf zu suchen. In ihrem Zimmer stellt Nora fest, dass Patch ein auf dem Kopf stehendes V auf dem Rücken hat. Fasziniert davon, berührt sie die Narbe und wird in seine Erinnerungen an seine Vergangenheit gezogen. Dies führt zu der Enthüllung, dass Patch in Wirklichkeit ein gefallener Engel vom Himmel ist, der versucht hat sie zu töten und dabei einen menschlichen Körper zu erlangen. Ihr Tod würde ihn vollständig menschlich machen. Der Plan scheiterte, weil Patch sich in Nora verliebt hatte.
Bald stellt sich heraus, dass ihr Freund Jules sich an Patch rächen will, weil er ihn dazu gebracht hat, einen Eid zu schwören, der es Patch ermöglicht seinen Körper zu übernehmen. Nachdem sie das Motel verlassen hat und nach Hause gegangen ist, bricht Patch’s Ex-Freundin und Todesengel Dabria in Noras Zimmer ein und sagt, dass sie Nora töten will, um zu verhindern, dass Patch dies tut und menschlich wird. Nora wird gerade noch von Patch gerettet, der Dabria verfolgt und ihr aus Rache die Flügel abnimmt.
Die Lage spitzt sich zu und das Ganze endet in einem Kampf zwischen Patch, Nora und Jules. Jules beginnt Nora zu verfolgen und eine Leiter nach ihr hochzuklettern. Nora konfrontiert ihn dabei mit dem Wissen, dass, wenn sie ihr Leben opfern würde, Patch ein Mensch würde und Jules sterben würde. Mit diesem Gedanken stürzt sich Nora von den Dachsparren, wodurch Jules tatsächlich getötet wird. Zu ihrer Überraschung wacht Nora lebendig und gesund auf. Patch erklärt, dass er ihr Opfer nicht angenommen hat, weil es keinen Sinn hatte, einen menschlichen Körper ohne sie zu haben. Auf diese Weise hat Patch Noras Leben gerettet und ist nun ihr Schutzengel. Das Buch endet mit einem romantischen Moment zwischen den beiden.

## Nachfolger
Engel der Nacht hat drei Nachfolger, Bis das Feuer die Nacht erhellt (engl. Originaltitel: Crescendo), Rette mich (engl. Originaltitel: Silence) und Dein für immer (engl. Originaltitel: Finale). Die Serie war ursprünglich als Trilogie angedacht, wurde aber später zu einer Tetralogie erweitert.

## Rezeption
Publishers Weekly kritisierte das Buch überwiegend positiv. Der zweite Teil Crescendo stand zehn Wochen lang auf der New-York-Times-Bestsellerliste und wurde von YALSA (Young Adult Library Services Association) zu einem der zehn besten Jugendromane des Jahres 2011 gekürt. Kirkus Reviews lobte den ersten Band, gab aber eine gemischte Bewertung für Crescendo ab und bemerkte, dass sich die Handlung „in die Länge zieht“ und viele Ähnlichkeiten mit dem ersten Roman aufweist.

## Adaptionen

### Verfilmung
Im Dezember 2012 gab Entertainment Weekly bekannt, dass LD Entertainment sich die Filmrechte an der Serie gesichert hat. Patrick Sean Smith wurde als Drehbuchautor für den ersten Film bestätigt. Nach einem verzögerten Drehstart aus nicht genannten Gründen gab Fitzpatrick 2018 bekannt, dass ein Hush-Hush-Film bald in Produktion gehen würde. BCDF Pictures kündigte zusammen mit Kalahari Film & Media an, dass Kellie Cyrus Regie führen würde – sie ist vor allem für die Regie bei The Vampire Diaries und The Originals bekannt.
Das offizielle Datum der Premiere wurde noch nicht bekannt gegeben, der Film wird aber für 2023 erwartet.

### Graphic Novel
2012 veröffentlichte Sea Lion Books den Graphic Novel Hush, Hush, der auf Engel der Nacht basiert. Der Künstler Jennyson Rosero ist für die Zeichnungen verantwortlich.